# Canción de cuna
Canción de cuna is een Spaanse film uit 1994, geregisseerd door José Luis Garci. De film is gebaseerd op het gelijknamige toneelstuk.

## Verhaal
Een pasgeboren meisje wordt achtergelaten bij een klooster in Spanje. De Dominicaanse nonnen besluiten haar op te voeden en ze weten de dokter van de stad ervan te overtuigen het meisje te adopteren. Het meisje groeit op binnen de muren van het klooster. Als volwassene ontmoet ze de jonge Pablo op wie ze verliefd wordt en met wie ze uiteindelijk trouwt en een nieuw leven begint in Amerika.

## Rolverdeling
| Acteur             | Personage              |
| ------------------ | ---------------------- |
| Fiorella Faltoyano | Madre Teresa           |
| Amparo Larrañaga   | Sor Marcela            |
| Maribel Verdú      | Teresa                 |
| Alfredo Landa      | Don José               |
| Carmelo Gómez      | Pablo                  |
| María Massip       | Madre Vicaria          |
| Virginia Mataix    | Maestra de Novicias    |
| Diana Peñalver     | Madre Juana de la Cruz |
| María Luisa Ponte  | Madre Tornera          |

## Ontvangst

### Prijzen en nominaties
De film won 17 prijzen en werd 6 keer genomineerd. Een selectie:
| Jaar | Evenement                     | Categorie                      | Genomineerde                        | Resultaat   |
| ---- | ----------------------------- | ------------------------------ | ----------------------------------- | ----------- |
| 1994 | Montreal                      | Beste regisseur                | José Luis Garci                     | Gewonnen    |
| 1994 | Montreal                      | Speciale Grote Juryprijs       | Canción de cuna                     | Gewonnen    |
| 1994 | Montreal                      | Prijs van de oecumenische jury | José Luis Garci                     | Gewonnen    |
| 1995 | Premios Goya (9de uitreiking) | Beste film                     | Canción de cuna                     | Genomineerd |
| 1995 | Premios Goya (9de uitreiking) | Beste regisseur                | José Luis Garci                     | Genomineerd |
| 1995 | Premios Goya (9de uitreiking) | Beste acteur                   | Alfredo Landa                       | Genomineerd |
| 1995 | Premios Goya (9de uitreiking) | Beste vrouwelijke bijrol       | María Luisa Ponte                   | Gewonnen    |
| 1995 | Premios Goya (9de uitreiking) | Beste bewerkt scenario         | José Luis Garci, Horacio Valcárcel  | Genomineerd |
| 1995 | Premios Goya (9de uitreiking) | Beste camerawerk               | Manuel Rojas                        | Gewonnen    |
| 1995 | Premios Goya (9de uitreiking) | Beste montage                  | Miguel González-Sinde               | Genomineerd |
| 1995 | Premios Goya (9de uitreiking) | Beste artdirector              | Gil Parrondo                        | Gewonnen    |
| 1995 | Premios Goya (9de uitreiking) | Beste kostuums                 | Yvonne Blake                        | Gewonnen    |
| 1995 | Premios Goya (9de uitreiking) | Beste grime en haarstijl       | José Antonio Sánchez, Paquita Núñez | Gewonnen    |
| 1995 | Premios Goya (9de uitreiking) | Beste filmmuziek               | Manuel Balboa                       | Genomineerd |